# Anne Østby
Anne Christine Østby (født 3 . november 1958 i Steinkjer) er en norsk journalist og forfatter.
Hun er uddannet fra Høgskulen i Volda og Universitetet i Trondheim, og har arbejdet for Aftenposten og andre norske aviser. Siden 1990 har hun boet med familien i flere lande, hovedsageligt i Asien, og har siden 2013 boet i Øst-Timor. Hun debuterede i 1999 med Anna@verden.com, og har skrevet i alt 11 bøger. Et gennemgående tema i hendes bøger er identitet i en international kultur. Hendes første udgivelse på dansk er Et Stykke af Lykke.